# Franco Ferretti di Castelferretto
Franco Ferretti, Conte di Castelferretto (Parma, 10 settembre 1900 – Torino, 12 ottobre 1952), è stato un aviatore e politico italiano.

## Biografia
Discendente dell'antica famiglia Ferretti di Castelferretto, della stirpe nobile degli Agiolfingi ed insediata ad Ancona fin dal 1225, prende parte alla prima guerra mondiale dapprima come ufficiale di artiglieria, in seguito, promosso tenente colonnello per meriti eccezionali, come pilota nella squadriglia Serenissima. 
Nel 1920 si laurea a Pavia in legge. Comandante di squadre d'azione e co-fondatore del Fascio di Parma e Ancona, nel settembre del 1922 si iscrive al Partito Nazionale Fascista e il mese successivo prende parte alla marcia su Roma, dopo la quale viene nominato Console della Milizia volontaria per la sicurezza nazionale. 
Negi anni '30 fonda i primi sindacati degli aviatori fascisti, che si riuniscono in seguito nella Federazione della gente dell'aria, l'Aerocentro da turismo e l'Aeroclub di Milano. 
Nel 1935, all'avvio dell'Impresa in Etiopia, a causa delle lungaggini relative alla sua domanda di arruolamento parte per l'Eritrea, dove riesce ad ottenere l'arruolamento volontario nella II brigata Granatieri, e successivamente la promozione al comando del 1º battaglione Piemonte.
Dal 1938 al 1940 è vice-podestà di Torino e presidente per un periodo imprecisato della banca Deslex. Dopo l'armistizio di Cassibile non aderisce alla Repubblica Sociale Italiana, e viene per questo perseguita dai fascisti repubblichini. Nel dopoguerra, passato il processo di epurazione, si dedica allo studio del diritto amministrativo, per il quale rilascia consulenze come libero professionista.
Muore a 52 anni a causa di un incidente di montagna.